# Ilia Ch'avch'avadze
Ilia Ch'avch'avadze (in georgiano ილია ჭავჭავაძე?; Q'vareli, 8 novembre 1837 – Mtskheta, 12 settembre 1907) è stato uno scrittore, poeta e giornalista georgiano ricordato per aver animato il movimento nazionale georgiano nella seconda metà del XIX secolo.
È considerato uno dei padri fondatori della Georgia moderna ed è venerato come santo dalla Chiesa apostolica autocefala ortodossa georgiana. Nel 1895 pubblicò nel suo giornale Iveria cinque poesie dell'allora diciassettenne Iosif Stalin, che le scrisse con lo pseudonimo di Soselo.
Fu anche un uomo politico e venne eletto deputato nella Prima Duma. Il 28 agosto (12 settembre secondo il calendario gregoriano) 1907 venne ucciso da una banda di sei uomini che tesero a lui e alla moglie Olga un'imboscata nel villaggio di Tsitsamuri. L'assassinio di Ilia Ch'avch'avadze rimane ancora oggi controverso: sulla base di recenti scoperte archivistiche, si crede che il complotto per assassinare Ch'avch'avadze sia stato un'operazione congiunta delle due correnti del Partito Operaio Socialdemocratico Russo, in conseguenza della condanna che il poeta pronunciò nei confronti della loro strategia rivoluzionaria; l'intellettuale georgiano era infatti un nazionalista conservatore che godeva di un discreto seguito nella propria regione.